# 14 км (зупинний пункт, Південна залізниця)
14 кіломе́тр — залізничний пасажирський зупинний пункт Харківської дирекції Південної залізниці.
Розташований у селі Тимченки, Зміївський район, Харківської області на лінії Мерефа — Зміїв між станціями Зміїв (15 км) та Мож (7 км).
Станом на травень 2019 року щодоби дві пари приміських електропоїздів здійснюють перевезення за маршрутом Зміїв — Харків-Пасажирський.